# 이시카리누마타역
이시카리누마타역(일본어: 石狩沼田駅)은 일본 홋카이도 우류 군 누마타정에 위치한 홋카이도 여객철도 루모이 본선의 철도역이다. 단선 승강장 1면 1선의 구조를 갖춘 지상역이다.

## 역 주변
- 국도 제275호선
- 누마타 정청

## 역사
- 1910년 11월 23일 : 관설 철도의 누마타역으로서 개업. 일반역.
- 1924년 4월 25일 : 이시카리누마타역으로 역명 개칭. (1924년 3월 31일에 조에쓰선에 누마타 역이 개업했기 때문에)
- 1935년 10월 3일 : 삿쇼선 개업.
- 1944년 7월 21일 : 태평양 전쟁으로 인해 불요불급선으로서 삿쇼선 휴업.
- 1956년 11월 16일 : 삿쇼선 영업 재개.
- 1972년
  - 6월 19일 : 삿쇼선 (신토쓰카와 - 이 역간) 폐지.
  - 11월 : 역사 개축. 과선교 설치.
- 1982년 11월 15일 : 화물 취급 폐지.
- 1984년 2월 1일 : 소화물 취급 및 출·개찰 업무 폐지(운전 요원은 거기까지 배치), 창구 업무를 간이위탁화.
- 1987년 4월 1일 : 일본국유철도 분할 민영화에 의해, 홋카이도 여객철도가 승계.
- 1988년 6월 : 창구 업무를 다시 직영화.
- 1994년 12월 : 교환 설비 철거.
- 1998년 5월 : 다시 간이위탁화.
- 2023년 4월 1일 : 루모이 본선의 일부 구간 폐지(이시카리누마타-루모이)로 시종착역이 됨.

## 인접 역
| 홋카이도 여객철도 루모이 본선 | 홋카이도 여객철도 루모이 본선 | 홋카이도 여객철도 루모이 본선 |
| ----------------------------- | ----------------------------- | ----------------------------- |
| 기타칫푸베쓰 후카가와 방면    | 루모이 본선                   | 시·종착역                     |